# Daft Club
Daft Club es un álbum de Daft Punk que incluye numerosos remixes de pistas de su álbum Discovery y uno de Homework. Fue lanzado en 2003.

## Historia
El nombre del álbum proviene de la tienda virtual de Daft Punk, que incluía canciones remixadas, una grabación en vivo de Daft Punk interpretando las canciones de Homework, su primer álbum, en el Que Club (que más tarde fue lanzado como Alive 1997) y versiones en a cappella e instrumental de «Harder, Better, Faster, Stronger». El servicio estuvo disponible gratuitamente para el público que comprara las primeras versiones del álbum Discovery. Cada copia del álbum incluía una carta de afiliación a Daft Club, que garantizaba el acceso a la página web de Daft Punk. El servicio se cerró en enero de 2003.
Sobre el álbum y el servicio virtual, Thomas Bangalter declaró:

«Es sensacional encontrar un nuevo canal donde allí esté un acceso abierto, una puerta abierta para más, pero no más que ha estar hecho antes. Está establecer una conexión entre gente que escucha nuestra música y nosotros mismos. No hay límite de tiempo, y esto ayuda a las personas a conseguir y escuchar esta música. Una pista que podría haber estado hecha hoy puede estar disponible en línea mañana. La otra cosa es para expresar realmente a nosotros mismos a través del Internet. Y la otra cosa es para llevar realmente algún valor en el CD mismo. Comprando el CD no debería convertirse en una cosa de caridad para la industria de grabación. Esto es realmente importante, porque eso es lo que lo convierte, de alguna manera. La gente que compraría nuestro CD diría: "Estoy comprando el CD porque quiero ayudar al artista", y es una mierda en cierto sentido, para tener que pensar que te guste eso. Es una cosa real, y es lamentable».

Copias de edición limitada de la película anime Interstella 5555 incluían a Daft Club como segundo disco. La pista «Something About Us (Love Theme from Interstella 5555)» es omitida de esta versión. Una edición limitada de este álbum fue también lanzada en Japón. Incluía una pista adicional y un DVD extra. El DVD contiene una vista previa de Interstella 5555, una entrevista en inglés con Daft Punk, el video musical de «Crescendolls» de la película antes mencionada y un video de «Something About Us» que muestra un montaje de varias escenas.
Una reseña negativa del sitio musical Pitchfork incluye unas interpretaciones ilustradas de artistas de como las canciones remixadas son comparadas con las versiones originales.

## Lista de canciones
| N.º   | Título                                                   | Duración |  |
| 1.    | «Ouverture»                                              | 2:40     |  |
| 2.    | «Aerodynamic» (Daft Punk Remix)                          | 6:10     |  |
| 3.    | «Harder, Better, Faster, Stronger» (The Neptunes Remix)  | 5:11     |  |
| 4.    | «Face to Face» (Cosmo Vitelli Remix)                     | 4:55     |  |
| 5.    | «Phoenix» (Basement Jaxx Remix)                          | 7:53     |  |
| 6.    | «Digital Love» (Boris Dlugosch Remix)                    | 7:30     |  |
| 7.    | «Harder, Better, Faster, Stronger» (Jess & Crabbe Remix) | 6:01     |  |
| 8.    | «Face to Face» (Demon Remix)                             | 6:59     |  |
| 9.    | «Crescendolls» (Laidback Luke Remix)                     | 5:25     |  |
| 10.   | «Aerodynamic» (Slum Village Remix)                       | 3:37     |  |
| 11.   | «Too Long» (Gonzales Version)                            | 3:13     |  |
| 12.   | «Aerodynamite»                                           | 7:48     |  |
| 13.   | «One More Time» (Romanthony's Unplugged)                 | 3:40     |  |
| 14.   | «Something About Us» (Love Theme from Interstella 5555)  | 2:13     |  |
| 73:17 |                                                          |          |  |

| Japan bonus track |                                               |          |  |
| N.º               | Título                                        | Duración |  |
| 15.               | «Voyager» (Dominique Torti's Wild Style Edit) | 6:32     |  |

### Pistas digitales
Los siguientes son pistas previamente hechas exclusivamente para el servicio en línea Daft Club antes de cerrar en 2003.

| N.º | Título                                                                                  | Duración |  |
| 1.  | «Ouverture»                                                                             |          |  |
| 2.  | «Aerodynamic» (Daft Punk Remix. Mencionado como "edición especial".)                    |          |  |
| 3.  | «Phoenix» (Basement Jaxx Remix)                                                         |          |  |
| 4.  | «One More Time» (Romanthony's Unplugged. Listado como "a ccapella".)                    |          |  |
| 5.  | «Aerodynamic» (Slum Village Remix)                                                      |          |  |
| 6.  | «Digital Love» (Listado como "Club Mix" por Boris Dlugosch)                             |          |  |
| 7.  | «Alive 1997» (Listado como "DAFTENDIREK TOUR" y "Live Birmingham 1997")                 |          |  |
| 8.  | «Harder, Better, Faster, Stronger» (Instrumental)                                       |          |  |
| 9.  | «Harder, Better, Faster, Stronger» (A capela)                                           |          |  |
| 10. | «Harder, Better, Faster, Stronger» (Listado como "Jess & Crabbe Regulator Mix")         |          |  |
| 11. | «Harder, Better, Faster, Stronger» (The Neptunes InstrumentalThe Neptunes Instrumental) |          |  |
| 12. | «Crescendolls» (Laidback Luke Remix)                                                    |          |  |
| 13. | «Face to Face» (Listado como "Face to Fate Remix" por Demon)                            |          |  |

## Posición en listas
Álbum - Billboard (América del Norte)
| Año  | Gráfico               | Posición |
| ---- | --------------------- | -------- |
| 2004 | Top Electronic Albums | 8        |